# Estadio Olímpico Comunal Carlo Zecchini
El Estadio Olímpico Comunal Carlo Zecchini (en italiano, Stadio Olimpico Comunale Carlo Zecchini) es un estadio de fútbol que cuenta con pista de atletismo de la ciudad italiana de Grosseto, Toscana. Alberga los partidos de local del Grosseto, su proyecto se comenzó en 1956 y se terminó de construir en 1957 pero aun así fue recién inaugurado en 1960. Hasta 2007 cabían exactamente 9.779 personas, pero fue renovado y se le fueron otorgados 421 nuevos asientos.
| Predecesor: Independence Park Kingston 2002 | Sede del Campeonato Mundial de Atletismo Sub-20 Grosseto 2006 | Sucesor: Chaoyang Sport Centre Pekín 2008 |

 también se dice que será el futuro lugar donde Richard Morán  presentará su gira The Oral love Word Tour